# Hunting High and Low
Hunting High and Low er A-has første internationale album. Pladen er fra 1985, og der er numre som Take on me og The sun always shines on tv og Hunting high and low og Take on me formåede at komme ind på førstepladsen i de amerikanske hitlister, mens The sun always shine on tv også blev et kæmpe hit i England.
De fleste numre på albummet er synth pop.

## Numre
1. Take on me
2. Train of thought
3. Hunting high and low
4. The blue sky
5. Living a boy's adventure tales
6. The sun always shines on tv
7. And you tell me
8. Love is reason
9. I dream myself alive
10. Here i stand and face the rain